# Schwarz Film
Die Schwarz Film AG in Ostermundigen war ein Schweizer Filmlabor. Das Unternehmen war auf Filmentwicklung, Lichtbestimmung, Negativschnitt und Positivherstellung für Kinos spezialisiert.
1945 von Edgar Schwarz (1917–1982) gegründet, machte sich Schwarz Film als Pionierin des 16-mm-Schmalfilms in der Schweiz einen Namen. Sie entwickelte sich zum Filmlabor von internationaler Bedeutung und zählte Regisseure wie Marc Forster, Spike Lee, Wim Wenders und Jean-Luc Godard zu ihren Kunden. In den 1960er Jahren beschäftigte Schwarz Film 75 Mitarbeiter. Ihr Inhaber, Edgar Schwarz, setzte sich filmpolitisch ein, so 1962 für das Filmgesetz, und gründete das Schweizerische Filmzentrum mit.
Nach dem Tod von Edgar Schwarz bedrängte die aufkommende Videotechnik zusehends das Filmgeschäft. Noch 1989 übernahm die nun von Hans Probst geführte Schwarz Film die früheren Konkurrenten Eoscop und Cinegram/Turicop, musste sich aber anschliessend einer Sanierung und Neustrukturierung unterziehen. Ab 1995 erfolgte unter Philipp Tschäppät eine weitere Auslandexpansion; Schwarz Film verfügte nun über Filialen in Berlin und Ludwigsburg. Die zunehmende Digitalisierung des Filmgeschäfts, das geringe Produktionsvolumen im Schweizer Film und der hohe Frankenkurs setzten Schwarz Film jedoch wirtschaftlich immer mehr unter Druck. 2007 wurde das Labor an die deutsche Arri und 2010 an die Zürcher Egli Film verkauft. Ende September 2011 stellte Schwarz Film angesichts offener Rechnungen von einer halben Million Franken den Geschäftsbetrieb ein.